# Kochel
Kochel é um município da Alemanha, no distrito de Bad Tölz-Wolfratshausen, na região administrativa de Oberbayern, estado de Baviera.